# Р-29
- Не следует путать с Р-29-300 — двигателем истребителя МиГ-23.

Р-29 (индекс УРАВ ВМФ — 4К75, код СНВ — РСМ-40, код МО США и НАТО — SS-N-8 Sawfly, англ. Пилильщик) — советская жидкостная двухступенчатая баллистическая ракета подводных лодок. Разработана в КБ им. Макеева. Принята на вооружение в марте 1974 года. В составе ракетного комплекса Д-9 размещалась на 18 подводных лодках проекта 667Б. В марте 1978 года на вооружение поступила модернизированная ракета, получившая обозначение Р-29Д. Комплексом Д-9Д были вооружены 4 подводных ракетоносца проекта 667БД. В соответствии с российско-американскими договорённостями о сокращении стратегических вооружений в 1990-х годах подводные лодки проектов 667Б и 667БД были выведены из состава флота, а ракеты Р-29 сняты с вооружения.

## История разработки
Предэскизное проектирование ракеты Р-29 комплекса Д-9 началось в СКБ-385 в июле 1963 года. Работы велись в рамках конкурсной программы по решению Комиссии по военно-промышленным вопросам. На конкурсе рассматривалось два предложения. В рамках разработки комплекса Д-8 ОКБ-52 (генеральный конструктор В. Н. Челомей) предложило разместить универсальные ракеты УР-100 на морских носителях. В качестве носителей комплекса рассматривались как подводные лодки, так и специальные погружаемые стартовые платформы проекта «Скат». СКБ-385 (главный конструктор В. П. Макеев) предложило разработать специализированную малогабаритную двухступенчатую морскую баллистическую ракету комплекса Д-9 для вооружения подводных лодок. Ракета Р-29 разрабатывалась с трёхкратным увеличением дальности и полуторакратным увеличением забрасываемого веса по сравнению с ракетой Р-27. Морской вариант ракеты УР-100 — УР-100МР за счёт перекомпоновки ступеней должен был иметь меньшие габариты по сравнению с базовой ракетой. По точности, забрасываемой массе и дальности стрельбы конкурирующие ракеты были приблизительно равны. Ракета комплекса Д-8 имела меньшую стоимость за счёт большей массовости производства. Ракета комплекса Д-9 имела несколько меньшие габариты.
В 1964 году было проведено заседание Совета обороны под председательством Первого секретаря ЦК КПСС Н. С. Хрущёва. Несмотря на интересное предложение и яркий доклад Челомея, предпочтение было отдано разработке КБ Макеева. После этого конкурса ОКБ-52 больше не делало предложений по баллистическим ракетам морского базирования. Постановление Совета Министров № 808-33 о начале работ по межконтинентальной лодочной ракете Р-29 комплекса Д-9 вышло 22 сентября 1964 года.
Головным разработчиком ракеты и комплекса было назначено СКБ-385, главный конструктор Макеев В. П. Разработчиком ЖРД первой и второй ступени было назначено ОКБ-2, главный конструктор Исаев А. М. Разработчиком по комплексу бортовых и корабельных систем управления стрельбой и полётом ракет было назначено НИИ-592, главный конструктор Семихатов Н. А. Разработкой бортовой системы астрокоррекции полёта занималось НИИ-885, главный конструктор Пилюгин Н. А. Работами по проекту 701 — переоборудованию подводной лодки проекта 658 в носитель ракет Р-29 — ЦПБ «Волна», главный конструктор Шульженко Н. Ф.

## Конструкция ракеты

Схема ракеты Р-29

Ракета Р-29 выполнена по двухступенчатой схеме с отделяемой моноблочной головной частью. В конструкции ракеты нашли дальнейшее применение решения по ракете Р-27 — цельносварной корпус из вафельных оболочек из АМг-6, отсутствие межбаковых и переходных отсеков, расположение двигательных установок первой и второй ступеней внутри топливных баков («утопленная схема»), ампулизация компонентов топлива, использование «динамического» газового колокола при старте.
Моноблочная головная часть с ядерным зарядом мощностью 1Мт имела форму конуса со сферическим затуплением спереди. Она размещалась в баке горючего второй ступени и устанавливалась в «перевёрнутом» относительно направления полёта положении. Сфероконический приборный отсек с аппаратурой управления размещался в объёме, образованном головным обтекателем и задней частью боеголовки.
Разделение ступеней осуществлялось с помощью детонирующих удлинённых зарядов (ДУЗ) и энергии газов наддува баков. Отделение переднего отсека (боевого и приборного) осуществлялось при посредстве ДУЗ и воздуха из приборного отсека.
ЖРД 4Д75 первой ступени и 4Д76 второй ступеней разработки КБ Исаева состояли из однокамерного маршевого двигателя и двух однокамерных рулевых двигателей. Жидкостные двигатели работали на самовоспламеняющихся компонентах — азотном тетраксиде(АТ) и несимметричном диметилгидразине (НДМГ), с заводской ампулизацией.
Для получения необходимой точности стрельбы впервые для баллистической ракеты в СССР была применена система азимутальной астрокоррекции (коррекция плоскости полёта по звёздным ориентирам). Также впервые была применена бортовая цифровая вычислительная машина. В качестве альтернативы рассматривался также вариант радиокоррекции с земли при стрельбе возле своих берегов.
Впервые были применены и средства преодоления системы противоракетной обороны. Были разработаны лёгкие ложные цели с эффективной поверхностью рассеяния (ЭПР), соответствующей ЭПР головной части. В сложенном состоянии они размещались в баке горючего второй ступени в специальных цилиндрических контейнерах. Выброс ложных целей осуществлялся при отделении головной части.
В отличие от Р-27 пояса резинометаллических амортизаторов были перенесены с ракеты на стенки ракетной шахты и использовались при нескольких пусках. Пояса в походном положении опирались на ракету в районе днищ. Но при погрузке/выгрузке они воздействовали на обечайки корпуса, поэтому пришлось увеличить относительную высоту оребрения «вафельных» оболочек. Для обеспечения безударности выхода ракеты из шахты кольцевой зазор был увеличен до 150 миллиметров. Старт ракеты мог осуществляться как в подводном, так и надводном положении. Межконтинентальная дальность нового комплекса позволила перенести районы боевого патрулирования ракетоносцев в моря, примыкающие к территории СССР и находящиеся в зоне контроля советского ВМФ. При необходимости пуск ракет можно было осуществить от причала из надводного положения лодки, находящейся в пункте базирования.
Комплекс Д-9 получили на вооружение подводные ракетоносцы проекта 667Б. На лодке было расположено 12 ракетных шахт. Все ракеты могли быть выпущены в одном залпе при скорости подводной лодки до 5 узлов, с глубины до 50 метров и волнении моря до 6 баллов. Удержание подводной лодки на заданной глубине при залповой стрельбе осуществлялось с помощью цистерн кольцевого зазора и специальной системы удержания. Несмотря на уменьшение количества ракет расположенных на подводной лодке до 12 (по сравнению с 16 ракетами на лодке проекта 667А) по расчётам проектантов, за счёт увеличения дальности, мощности заряда и точности стрельбы эффективность комплекса Д-9 возросла в 2,5 раза по сравнению с комплексом Д-5.

## Испытания и эксплуатация
Первый этап испытаний элементов комплекса Д-9 начался на Чёрном море пусками полномасштабных макетов ракет с ЖРД первой ступени с погружаемого плавстенда ПСД-9. Пуски проводились из надводного положения стенда и в погружённом состоянии с глубины 40-50 метров. Было выполнено 6 пусков из подводного положения и один из надводного.
23 сентября был осуществлён первый запуск — из подводного положения стенда. Старт был неудачен. Из-за преждевременной остановки двигателя макет не достиг расчётной высоты и упал в воду. При ударе о воду макет взорвался. Ядовитое облако ветром начало сносить в сторону командного пункта испытаний, из-за чего персонал, надев противогазы, был вынужден покинуть зону испытаний. Остальные 6 пусков со стенда были признаны успешными. Второй пуск был выполнен из надводного положения стенда и подтвердил возможность запуска ракеты Р-29 из надводного положения.
Второй этап — лётные испытания с наземного стенда — производился на Государственном центральном морском полигоне на берегу Белого моря недалеко от посёлка Нёнокса с марта 1969 года по ноябрь 1971 года. Всего было произведено 20 пусков ракет. При одном из пусков маршевый двигатель при выходе на режим взорвался в шахте. В результате пожара пусковая установка была разрушена и испытания пришлось прервать на много недель.
Третий этап испытаний проводился с борта подводной лодки. Согласно постановлению Совета министров от 22 декабря 1964 года ЦКБ-16 (ныне «Малахит») занималось разработкой проекта 701 — переоборудованием лодки проекта 658 под ракетный комплекс Д-9. В конце 1964 года ВМФ выделило подводную лодку К-145. Она была переоборудована по проекту 701 с установкой шести шахт с пусковыми установками 4С-75-1. Швартовые испытания лодки закончились 25 марта 1971 года на Северном флоте. Испытания с борта лодки начались 25 декабря 1971 года. Запуск был произведён из акватории Белого моря из надводного положения, поскольку подводный старт был невозможен из-за ледовой обстановки. Первый пуск и три последующих прошли удачно. При предварительном наддуве баков во время пятого пуска в марте 1972 года началось разрушение ракеты и смешение компонентов топлива. Командир К-145 капитан 2 ранга Ю.Илларионов отдал приказ на немедленное всплытие и открытие крышки аварийной шахты. Произошёл взрыв ракеты. Ремонт производился до 3 августа 1972 года на Северном машиностроительном заводе в Северодвинске. Испытания возобновились пуском 21 августа 1972 года. Больше аварий не было. Последний запуск был осуществлён 28 ноября 1972 года. Всего было выполнено 13 пусков, из них два пуска на межконтинентальную дальность — по акватории Тихого океана.
Согласно тому же постановлению от 22 сентября 1964 года ЦКБ «Малахит» занималось проектом 601 — переоборудованием дизель-электрической подводной лодки проекта 629 в носитель ракет Р-29 (также с шестью ракетами). Переоборудование лодки К-118 проекта 629 было начато на «Звездочке» в 1968 году(из-за ряда проволочек лодка была сдана флоту только 28 декабря 1976 года). 27 декабря 1972 года вступила в строй К-279 — головная лодка проекта 667Б. В продолжении лётных испытаний ракеты Р-29 было осуществлено шесть пусков с борта К-279 и 13 с К-118. Было выполнено 13 одиночных пусков и два залпа — двух и четырёхракетный (залповая стрельба осуществлялась с борта К-279). Три ракеты были запущены на полную дальность — с лодки находящейся в Белом море по полигону на Тихом океане. Из 19 пусков один закончился аварией. Разрушился бак первой ступени, произошёл взрыв и ракету выбросило из шахты. Лодка на три месяца ушла на ремонт.

РПКСН проекта 667Б «Мурена»

Комплекс Д-9 с ракетой Р-29 был принят на вооружение 12 марта 1974 года согласно постановлению Совета Министров № 177-67.
Ракетный комплекс Д-9 получили на вооружение подводные лодки проекта 667Б. Всего было построено 18 подводных лодок данного типа. По проектам 601 и 701 были переоборудованы только по одной лодке. Модернизация других подводных лодок проектов 629 и 658 не производилась.

## Модификации

### Ракета Р-29Д комплекса Д-9Д

РПКСН проекта 667БД «Мурена-М»

В 1972 и 1974 году были подписаны международные договоры по ограничению размещения средств противоракетной обороны. В связи с этим в августе 1976 года вышло постановление правительства о модернизации ракеты Р-29. Дальность стрельбы была увеличена на 1200 км (15 %) в результате снятия средств преодоления противоракетной обороны. Также упростилась технология производства ракеты. 4 пуска в рамках совместных лётных испытаний проводились с конца 1976 по начало 1977 года. Комплекс Д-9Д был принят на вооружение в марте 1978 года.
Комплекс получили девять подводных лодок проекта 667Б и четыре подводных лодки проекта 667БД «Мурена-М». На подводных ракетоносцах проекта 667БД количество шахт было увеличено с 12 до 16. Так как модернизация не коснулась стартовой системы, запуск ракет мог быть осуществлён только двумя залпами — 12 ракетным и дополнительным 4-х ракетным.

### Ракета Р-29ДУ комплекса Д-9ДУ
В июне 1983 года вышло постановление правительства о разработке модернизированного варианта с боевым блоком увеличенной массы и мощности. Во время лётных испытаний были проведены 12 пусков. Дополнительно выполнены доработки математического обеспечения комплекса под новые параметры ракеты. В июне 1986 постановлением правительства комплекс Д-9ДУ был принят на вооружение.

## Развертывание
Развёртывание пусковых установок баллистических ракет Р-29 и Р-29Д. Данные приведены по состоянию на конец года.
| Год       | Проект 667Б | Проект 667БД |
| --------- | ----------- | ------------ |
| 1972      | 12          |              |
| 1973      | 36          |              |
| 1974      | 96          |              |
| 1975      | 158         | 64           |
| 1976      | 192         | 64           |
| 1977-1991 | 216         | 64           |
| 1992      | 204         | 64           |
| 1993      | 204         | 64           |
| 1994      | 192         | 64           |
| 1995      | 144         | 64           |
| 1996      | 144         | 32           |
| 1997      | ?           | 0            |
| 1998      | 48          |              |
| 1999      | 24          |              |
| 2000      | 24          |              |
| 2001      | 24          |              |
| 2002      | 24          |              |
| 2003      | 24          |              |
| 2004      | 0           |              |

## Снятие с вооружения
По договору о сокращении стратегических вооружений лодки проекта 667Б и 667БД выводились из состава флота без вырезания ракетного отсека. Поэтапное списание лодок проекта 667Б началось в 1994 году. К концу 1997 года в строю оставались только 4 ракетоносца — К-447 и К-457 на СФ, К-500 и К-530 на ТОФ. К-457 и К-530 выведены из состава флота в 1999 году. Последней 5 марта 2004 года была списана К-447 «Кисловодск». Первая лодка проекта 667БД была выведена из состава флота в 1996 году. В 1999 году последний корабль этого типа покинул строй.
В связи со списанием всех носителей, ракета Р-29 также была снята с вооружения. Всего за время эксплуатации комплекса Д-9 всех модификаций было осуществлено 368 пусков из которых 322 признано успешными.

## Тактико-технические характеристики
|                                 | Р-29                                                                          | Р-29Д                                                                         |
| ------------------------------- | ----------------------------------------------------------------------------- | ----------------------------------------------------------------------------- |
| Индекс УРАВ ВМФ                 | 4К75                                                                          |                                                                               |
| Код СНВ                         | РСМ-40                                                                        | РСМ-40                                                                        |
| Код МО США и НАТО               | SS-N-8 mod 1 Sawfly                                                           | SS-N-8 mod 2 Sawfly                                                           |
| Комплекс                        | Д-9                                                                           | Д-9Д                                                                          |
| Носитель                        | ПЛАРБ проекта 667Б 12 ракет                                                   | ПЛАРБ проекта 667 БД 16 ракет                                                 |
| Основные данные                 |                                                                               |                                                                               |
| Максимальная дальность, км      | 7800                                                                          | 9100                                                                          |
| Количество ступеней             | 2                                                                             | 2                                                                             |
| Масса ракеты, кг                | 33300                                                                         | 33300                                                                         |
| Длина, м                        | 13                                                                            | 13                                                                            |
| Диаметр, м                      | 1,8                                                                           | 1,8                                                                           |
| Вес ГЧ, кг                      | 1100                                                                          |                                                                               |
| Тип ГЧ                          | ядерная моноблочная                                                           | ядерная моноблочная                                                           |
| Мощность, Мт                    | 1                                                                             | 0,8                                                                           |
| Система управления              | ИНС+астрокоррекция                                                            | ИНС+астрокоррекция                                                            |
| КВО, км                         | 1,5                                                                           | 0,9                                                                           |
| Двигатель первой ступени        | ЖРД 4Д75 (КБХМ)                                                               |                                                                               |
| Топливо                         | НДМГ+АТ                                                                       | НДМГ+АТ                                                                       |
| Двигатель второй ступени        | ЖРД 4Д76 (КБХМ)                                                               |                                                                               |
| Топливо                         | НДМГ+АТ                                                                       | НДМГ+АТ                                                                       |
| Тип старта                      | мокрый, подводный/надводный                                                   | мокрый, подводный/надводный                                                   |
| История                         |                                                                               |                                                                               |
| Разработчик                     | СКБ-385 (ГРЦ им. Макеева)                                                     | СКБ-385 (ГРЦ им. Макеева)                                                     |
| Конструктор                     | Макеев В. П.                                                                  | Макеев В. П.                                                                  |
| Начало разработки               | 28 сентября 1964                                                              | август 1976                                                                   |
| Пуски бросковых макетов         |                                                                               | -                                                                             |
| Всего пусков                    | 7                                                                             | -                                                                             |
| Лётно-конструкторские испытания |                                                                               |                                                                               |
| Пуски со стенда                 | март 1969-декабрь 1971                                                        |                                                                               |
| Всего пусков                    | 20                                                                            | -                                                                             |
| Из них успешные                 | 10                                                                            |                                                                               |
| Пуски с ПЛ                      | 15 декабря 1971-ноябрь 1972                                                   |                                                                               |
| Всего пусков                    | 19                                                                            | 3?                                                                            |
| Из них успешные                 |                                                                               |                                                                               |
| Принятие на вооружение          | 12 марта 1974 года                                                            | март 1978 года                                                                |
| Изготовитель                    | Златоустовский машиностроительный завод Красноярский машиностроительный завод | Златоустовский машиностроительный завод Красноярский машиностроительный завод |
| Пусков во время эксплуатации    | 368                                                                           | 368                                                                           |
| Из них успешных                 | 322                                                                           | 322                                                                           |

## Оценка проекта
Принятие на вооружение в 1974 году ракет Р-29 позволило резко повысить боевую устойчивость советских ракетоносцев. Межконтинентальная дальность новых ракет устранила необходимость преодоления противолодочных рубежей флотов НАТО и США. Подводные лодки проекта 667Б могли осуществлять боевое патрулирование в окраинных морях СССР — Баренцевом, Белом, Карском, Норвежском, Охотском, Японском и в покрытых льдом районах Арктики. Это позволило создать так называемые «защищённые боевые районы». Эти районы защищались минными заграждениями, в них несли боевую службу многоцелевые АПЛ, надводные корабли и авиация. Повысилась надёжность связи с стратегическими подводными лодками.
Возможность надводного старта ракет Р-29 позволила отработать новые тактические приёмы — стрельбу от пирса, всплытие лодки с продавливанием льда и последующим пуском ракет. Вместе с мерами по уменьшению заметности подводных ракетоносцев это сделало морские ядерные силы наименее уязвимой компонентой ядерной триады.
Однако ещё до принятия на вооружение Р-29, в 1970 году США приняли на вооружение ракету Посейдон С-3 с разделяющейся головной частью с блоками индивидуального наведения. Оснащение американских ракет разделяющимися головными частями резко повысило эффективность стратегических ядерных сил США за счёт увеличения количества боезарядов.
Вместе с тем американская ракета не обладала межконтинентальной дальностью. Поэтому несмотря на разницу в подходах, цель дальнейшего развития морских баллистических ракет в СССР и США стала одинаковой — создание ракет с разделяющимися головными частями и межконтинентальной дальностью стрельбы.
| ТТХ                        | Поларис A1                | Поларис A2                | Поларис A3                | Р-27                                      | Р-27У                                     | Р-27У                                     | Посейдон C3               | Р-29                                      | M1          | M20         |       |
| -------------------------- | ------------------------- | ------------------------- | ------------------------- | ----------------------------------------- | ----------------------------------------- | ----------------------------------------- | ------------------------- | ----------------------------------------- | ----------- | ----------- | ----- |
| Страна                     | Соединённые Штаты Америки | Соединённые Штаты Америки | Соединённые Штаты Америки | Союз Советских Социалистических Республик | Союз Советских Социалистических Республик | Союз Советских Социалистических Республик | Соединённые Штаты Америки | Союз Советских Социалистических Республик | Франция     | Франция     |       |
| Год принятия на вооружение | 1960                      | 1962                      | 1964                      | 1968                                      | 1974                                      | 1974                                      | 1970                      | 1974                                      | 1972        | 1976        |       |
| Максимальная дальность, км | 2200                      | 2800                      | 4600                      | 2500                                      | 3000                                      | 2500                                      | 4600                      | 7800                                      | 3000        | 3200        |       |
| Забрасываемый вес, кг      | 500                       | 500                       | 760                       | 650                                       | 650                                       | >650                                      | 2000                      | 1100                                      | 1360        | 1000        |       |
| Тип головной части         | моноблочная               | моноблочная               | РГЧ РТ                    | моноблочная                               | моноблочная                               | РГЧ РТ                                    | РГЧ ИН                    | моноблочная                               | моноблочная | моноблочная |       |
| Мощность, кт               | 600                       | 800                       | 3×200                     | 1000                                      | 1000                                      | 3×200                                     | 10×50                     | 1000                                      | 500         | 1200        |       |
| КВО, м                     | 1800                      |                           | 1000                      | 1900                                      | 1300—1800                                 | 1300—1800                                 | 800                       | 1500                                      |             | 1000        |       |
| Стартовая масса, т         | 12,7                      | 13,6                      | 16,2                      | 14,2                                      | 14,2                                      | 14,2                                      | 29,5                      | 33,3                                      | 20          | 20          | 20    |
| Длина, м                   | 8,53                      | 9,45                      | 9,86                      | 9,65                                      | 9,65                                      | 9,65                                      | 10,36                     | 13                                        | 10,67       | 10,67       |       |
| Диаметр, м                 | 1,37                      | 1,37                      | 1,37                      | 1,5                                       | 1,5                                       | 1,5                                       | 1,88                      | 1,8                                       | 1,49        | 1,49        |       |
| Количество ступеней        | 2                         | 2                         | 2                         | 1                                         | 1                                         | 1                                         | 2                         | 2                                         | 2           | 2           |       |
| Тип двигателя              | РДТТ                      | РДТТ                      | РДТТ                      | ЖРД                                       | ЖРД                                       | ЖРД                                       | РДТТ                      | ЖРД                                       | РДТТ        | РДТТ        |       |
| Тип старта                 | сухой                     | сухой                     | сухой                     | мокрый                                    | мокрый                                    | мокрый                                    | сухой                     | мокрый                                    | сухой       | сухой       | сухой |

## Использованная литература и источники
1. 1 2  Подводные лодки проекта 667Б. www.deepstorm.ru. Дата обращения: 17 января 2010. Архивировано 9 февраля 2012 года.
2. 1 2  Подводные лодки проекта 667БД. www.deepstorm.ru. Дата обращения: 17 января 2010. Архивировано 9 февраля 2012 года.
3. 1 2 3  СКБ-385, КБ машиностроения, ГРЦ «КБ им. Академика В. П. Макеева» / под общ. ред. В. Г. Дегтяря. — М.: Государственный ракетный центр «КБ им. академика В. П. Макеева»; ООО «Военный Парад», 2007. — С. 90. — ISBN 5-902975-10-7.
4. 1 2  СКБ-385 / под общ. ред. В. Г. Дегтяря. — 2007. — С. 92.
5. ↑  Хрущев объясняя такое решение в шутку сказал «Видите, как выросли пионеры»; объяснив что до войны на авиационном заводе в Филях Секретарю Московского горкома Хрущеву молодой Виктор Макеев повязал пионерский галстук
6. ↑  СКБ-385 / под общ. ред. В. Г. Дегтяря. — 2007. — С. 93.
7. 1 2 3 4 5 6 7 8 9 10 11 12  Широкорад А. Б. Энциклопедия отечественного ракетного оружия / Под общ. ред. А. Е. Тараса. — М.: АСТ, 2003. — С. 518. — ISBN 5-170-11177-0.
8. 1 2 3 4  Коллектив авторов. Стратегическое ядерное вооружение России / под редакцией П. Л. Подвига. — М.: ИздАТ, 1998. — С. 280.
9. ↑  Наземная отработка реактивных двигательных установок и тепловакуумные  испытания космических летательных аппаратов. Дата обращения: 4 декабря 2009. Архивировано из оригинала 18 января 2012 года.
10. ↑  в источнике опечатка — для Р-29(РСМ-40) с началом разработки в 1964 году указано обозначение РСМ-54
11. 1 2 3  Стратегическое ядерное вооружение России. — 1998. — С. 281.
12. 1 2  СКБ-385 / под общ. ред. В. Г. Дегтяря. — 2007. — С. 91.
13. 1 2  Широкорад А. Б. Энциклопедия отечественного РО. — С. 520.
14. ↑  В источнике год не указан. По всей видимости 1968
15. 1 2 3  Баллистическая ракета подводных лодок Р-29 (РСМ-40). Информационная система "Ракетная техника". Дата обращения: 3 декабря 2009. Архивировано 28 января 2012 года.
16. ↑  Коршунов Ю. Л., Кутовой Е. М. Баллистические ракеты отечественного флота. — Санкт-Петербург: Гангут, 2002. — С. 27. — 41 с. — (Библиотека «Гангут»). — 1200 экз. — ISBN 5-85875-043-5.
17. ↑  СКБ-385 / под общ. ред. В. Г. Дегтяря. — 2007. — С. 94.
18. ↑  СКБ-385 / под общ. ред. В. Г. Дегтяря. — 2007. — С. 95.
19. ↑  Стратегическое ядерное вооружение России. — 1998. — С. 210-211.
20. ↑  Первая лодка проекта выведена в 1992 году. Проект 667-Б «Мурена» Delta-I class. www.atrinaflot.narod.ru. Дата обращения: 17 января 2010. Архивировано из оригинала 28 января 2012 года.
21. ↑  К апрелю 1995 года из состава флота исключены К-182 и К-92 проекта 667БД
22. ↑  24 апреля 1996 года из состава флота исключены К-193 и К-421 проекта 667БД
23. ↑  К-447 Кисловодск проекта 667Б. www.deepstorm.ru. Дата обращения: 17 января 2010. Архивировано 9 февраля 2012 года.
24. ↑  СКБ-385 / под общ. ред. В. Г. Дегтяря. — 2007. — С. 165.
25. 1 2  Стратегическое ядерное вооружение России. — 1998. — С. 208.
26. 1 2  Ю. В. Ведерников. Глава 2. Сравнительный анализ создания и развития Морских стратегических ядерных сил СССР и США // Сравнительный анализ создания и развития морских стратегических ядерных сил СССР и США. Архивировано 29 августа 2011 года.